# 22 tháng 10
Ngày 22 tháng 10 là ngày thứ 295 (296 trong năm nhuận) trong lịch Gregory. Còn 70 ngày trong năm.

## Sự kiện
- 668 – Tướng quân Lý Thế Tích của nhà Đường đánh chiếm kinh thành Bình Nhưỡng của Cao Câu Ly, bắt giữ Bảo Tạng Vương, tức ngày Quý Tị (12) tháng 9.
- 1956 – Chính phủ Việt Nam Cộng hòa cho cải tổ nhiều đơn vị hành chính cấp tỉnh.
- 1962 – Khủng hoảng tên lửa Cuba: Tổng thống Hoa Kỳ John F. Kennedy tuyên bố trên truyền hình rằng vũ khí hạt nhân Liên Xô được phát hiện ở Cuba và phát lệnh nâng tình trạng báo động quân sự lên mức DEFCON 3.
- 1967 – Cuộc bầu cử Hạ viện Việt Nam Cộng hòa.
- 1964 – Sau khi Ủy ban Nobel tuyên bố ông đoạt Giải Nobel Văn học, nhà triết học Pháp Jean-Paul Sartre trở thành người đoạt giải Nobel đầu tiên tự ý từ chối nhận giải này, vì không muốn bị “biến đổi”.
- 1968 – Tối cao Pháp viện Việt Nam Cộng hòa họp lần đầu tiên.
- 2009 – Ngày ra mắt Microsoft Windows 7
- 2012 – Liên đoàn Xe đạp Quốc tế tước 7 danh hiệu vô địch Tour de France và cấm thi đấu suốt đời đối với tay đua Lance Armstrong do cáo buộc sử dụng doping.

## Sinh
- 1811 – Franz Liszt, nhà soạn nhạc người Áo
- 1913 – Bảo Đại, vị hoàng đế cuối cùng của Việt Nam (m. 1997)
- 1929 – Lev Yashin, thủ môn người Liên Xô (m. 1990)
- 1949 – Arsène Wenger, huấn luyện viên bóng đá người Pháp
- 1989 - Huyền Baby, nữ ca sĩ người Việt Nam
- 1996 – B.I, rapper, nhà sản xuất nhạc, nhóm trưởng nhóm nhạc iKON (Hàn Quốc)
- 2001 –  Jo Yu-ri, cựu thành viên nhóm nhạc nữ IZ*ONE

## Mất
- 1780 – Ngô Thì Sĩ, nhà sử học, nhà văn, nhà thơ nổi tiếng ở thế kỷ 18 tại Việt Nam (s. 1726)
- 1864 – Nguyễn Phúc Hồng Nghĩ, tước phong Hương Sơn Quận công, hoàng tử con vua Thiệu Trị (s. 1839).
- 1909 – Sigismund von Schlichting, tướng lĩnh quân đội Phổ (s. 1829)
- 1937 - Nakahara Chuuya, nhà thơ Nhật Bản
- 1956 – Fritz Hofmann, nhà hóa học người Đức (s. 1886).
- 1984 – Hoa Phượng, soạn giả cải lương (s. 1933)
- 2018 - Nguyễn Văn Chức, Chuẩn tướng Quân lực Việt Nam Cộng hòa